# Lorient (Saint-Barthélemy)
Lorient is een dorp in Saint-Barthélemy. Het is gesticht door kolonisten uit Bretagne en is een van de oudste nederzettingen op het eiland. Het bevindt zich ongeveer 4 km ten oosten van de hoofdplaats Gustavia, en is het regionaal centrum voor het oostelijke gedeelte van het eiland.

## Overzicht
Lorient is gesticht door kolonisten uit Bretagne, en de Gwenn-ha-du (Vlag van Bretagne) wappert nog steeds in het dorp. In 1724 werd de eerste kerk gebouwd. De kerk werd door piraten in brand gestoken, en in 1820 opnieuw opgebouwd. De huidige kerk dateert uit 1850 en was tijdens de Zweedse periode gebouwd als Katholieke kerk. De klokkentoren werd in 1860 toegevoegd met een klok die in Nantes gegoten was. In 1995 kreeg de kerk en toren een monumentenstatus.
Het strand van Lorient is geschikt voor kinderen en populair bij surfers. Jaarlijks wordt in januari het St Barth muziekfestival georganiseerd waarbij concerten en dansvoorstellingen worden gegeven van klassieke muziek, opera, ballet, en jazz. Het festival vindt plaats in Gustavia en Lorient. Johnny Hallyday had een huis in Lorient, en werd op 11 december 2017 begraven op het kerkhof van Lorient.

## Galerij

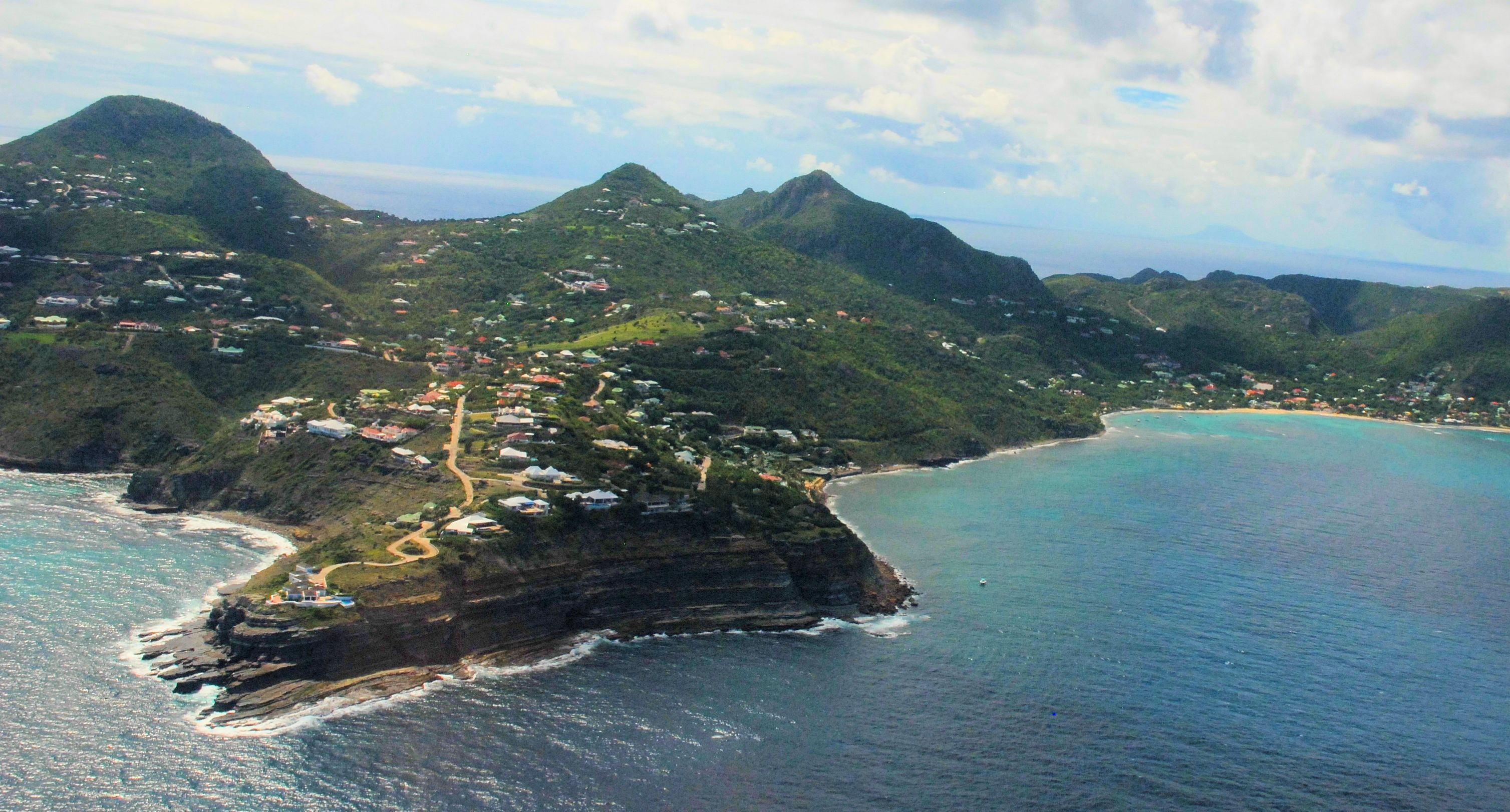
Zicht op Lorient
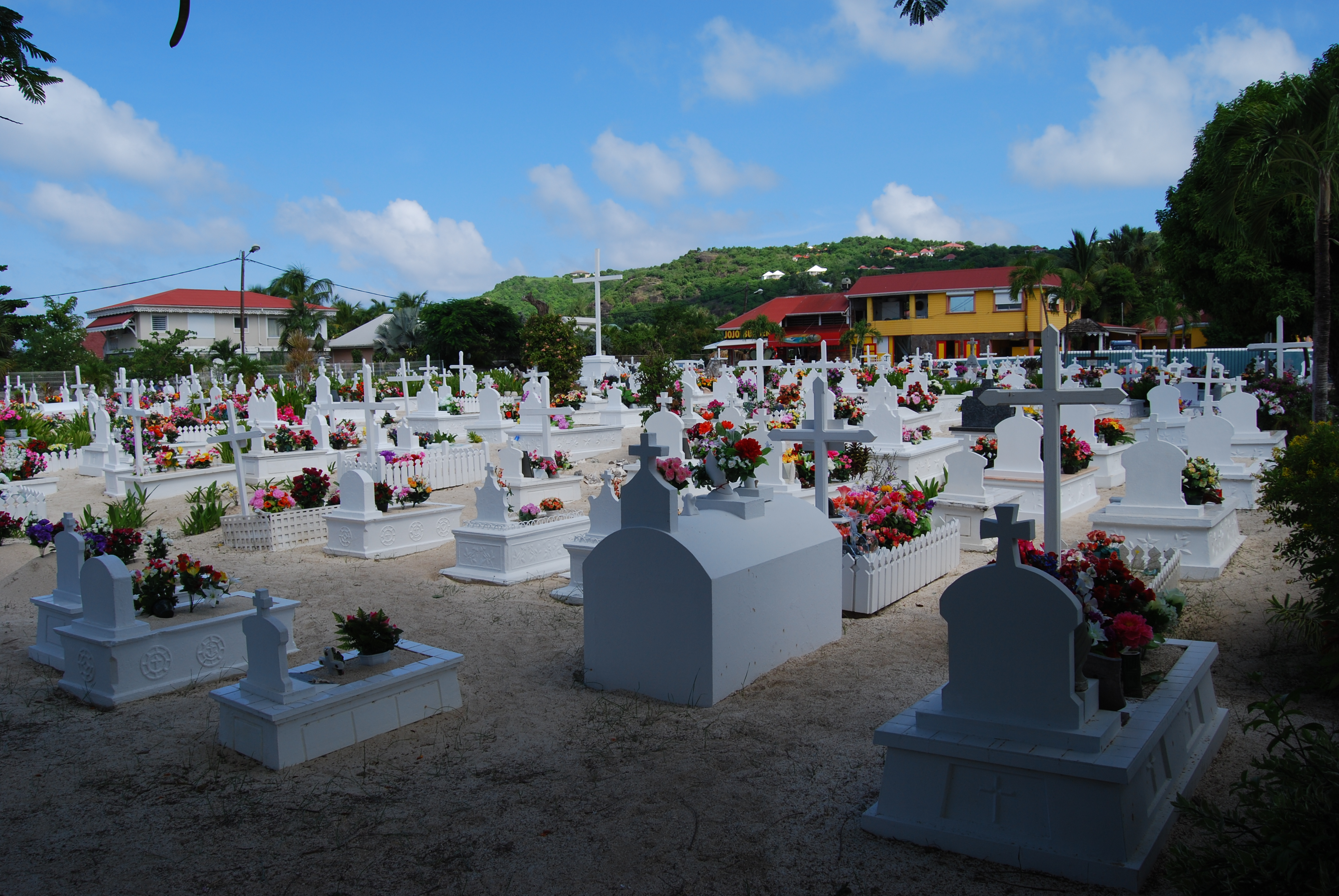
Begraafplaats van Lorient
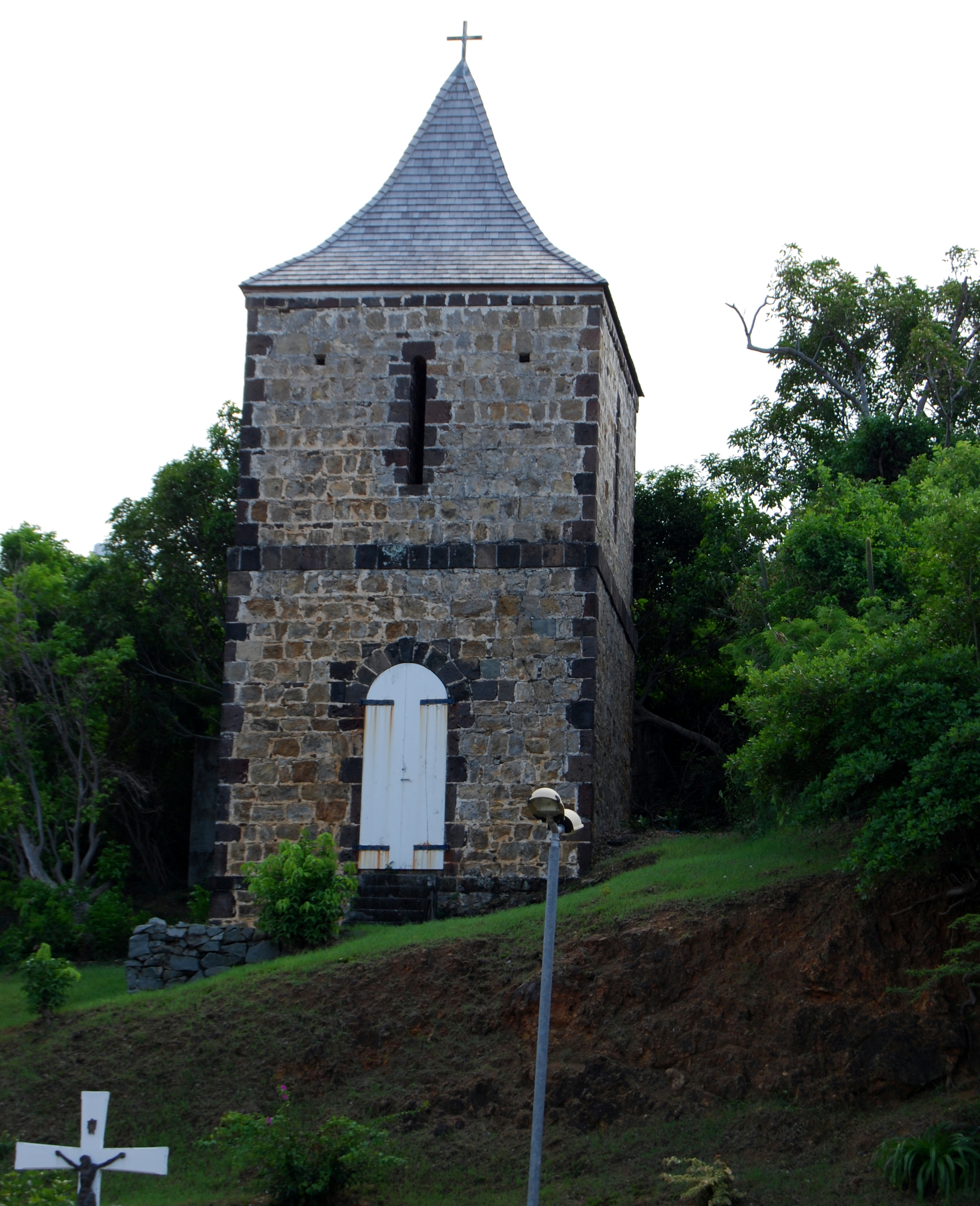
Klokkentoren van Lorient

Colombier · Corossol · Gouverneur · Gustavia · Lorient · Saint-Jean